# Майданшахр
Майданша́хр (пушту میدان ښار Maydān ʂār, Maydān xār, дарі میدان شهر Maydān Šahr) — місто в Афганістані, центр провінції Вардак.
Станом на 2003 населення складає 35,008 осіб, з них пуштуни становлять більше 85%, іншу частину складають таджики та хазарійці.

## Географія
Розташоване на північному сході провінції Вардак. Площа міста складає 345 км², місто розташоване на рівні 2 225 метрів над рівнем моря.

### Клімат
Місто знаходиться у зоні, котра характеризується вологим континентальним кліматом з теплим літом. Найтепліший місяць — липень із середньою температурою 20 °C (68 °F). Найхолодніший місяць — січень, із середньою температурою -5.2 °С (22.6 °F).
| Клімат Майданшахра      | Клімат Майданшахра | Клімат Майданшахра | Клімат Майданшахра | Клімат Майданшахра | Клімат Майданшахра | Клімат Майданшахра | Клімат Майданшахра | Клімат Майданшахра | Клімат Майданшахра | Клімат Майданшахра | Клімат Майданшахра | Клімат Майданшахра | Клімат Майданшахра |
| Показник                | Січ.               | Лют.               | Бер.               | Квіт.              | Трав.              | Черв.              | Лип.               | Серп.              | Вер.               | Жовт.              | Лист.              | Груд.              | Рік                |
| Середня температура, °C | −5,2               | −3,8               | 2,7                | 9                  | 13                 | 17,7               | 20                 | 19,4               | 15,3               | 9,7                | 3,8                | −1,6               | 8,3                |
| Норма опадів, мм        | 45                 | 66.6               | 85.3               | 79.4               | 39.4               | 3.6                | 6.7                | 3.2                | 2.2                | 8.9                | 20.4               | 37.1               | 397.8              |
| Днів з опадами          | 0,6                | 1,2                | 6                  | 8,5                | 7                  | 1,7                | 2,5                | 1,6                | 0,8                | 2                  | 2,8                | 1,1                | 35,8               |
| Вологість повітря, %    | 62.9               | 67.4               | 62.9               | 59.7               | 51                 | 40.9               | 43.1               | 43.2               | 41.8               | 44.5               | 50.4               | 58.7               | 52.2               |
| ----------------------- | ------------------ | ------------------ | ------------------ | ------------------ | ------------------ | ------------------ | ------------------ | ------------------ | ------------------ | ------------------ | ------------------ | ------------------ | ------------------ |
| Джерело: Weatherbase    |                    |                    |                    |                    |                    |                    |                    |                    |                    |                    |                    |                    |                    |